# Alden Caldwell
Alden Gates Caldwell (10 de junho de 1911 - 18 de dezembro de 1992), foi um sobrevivente do RMS Titanic, com apenas dez meses de vida.

## Início da vida
Nasceu em 10 de junho de 1911, em Bangkok, Siam (agora Tailândia), filho de Albert Caldwel e Sylvia Mae Harbaugh Caldwel, que eram missionários presbiterianos que davam aulas no Bangkok Christian College. O casal decidiu retornar para os Estados Unidos, e na viagem de volta, eles passaram por Nápoles na Itália, onde souberam que um navio a vapor chamado Titanic em breve faria sua viagem inaugural de Southampton para Nova York.

## A bordo do Titanic
A família embarcou no navio como passageiros de segunda classe. Em 14 de abril de 1912, a bordo do navio, Alden estava agitado, e seus pais lhe entregaram as chaves da bagagem como um brinquedo improvisado. Eles não perceberam que Alden perdeu as chaves até que o navio colidiu com um iceberg, naquela noite e eles foram despertados pela tripulação. Os Caldwells tentaram abrir suas malas para obter o casaco de Alden, mas as chaves haviam desaparecido. A busca pelas chaves foram infrutíferas, e os Caldwells tiveram de agasalhar Alden em um cobertor. Eles também tiveram que deixar suas economias, 100 dólares em moedas de ouro americanas na mala, Sylvia estava doente e não conseguia segurar Alden, Albert foi encorajado pela tripulação a entrar a bordo de um barco salva-vidas, a fim de segurar o bebê. Assim, Alden foi creditado como o salvador da vida de seu pai. 
O jovem Alden e seus pais escaparam do Titanic no Lifeboat 13, e foram resgatados pelo RMS Carpathia. A família foi uma das poucas a sobreviver ao Titanic ilesa.